# Polismans tecken

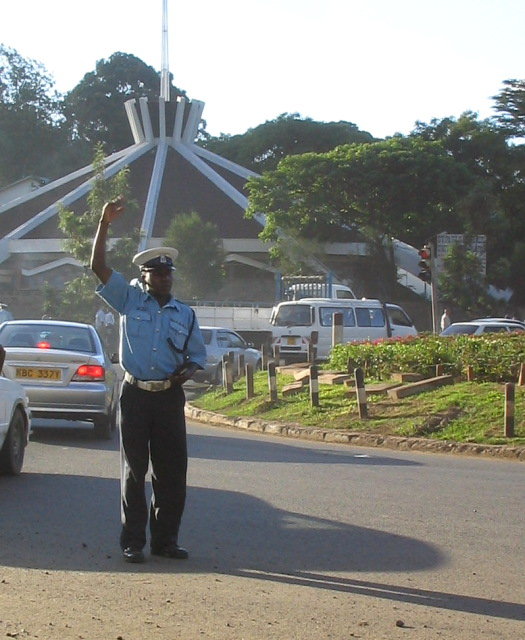
En polisman i Nairobi vinkar fram trafiken mot rött ljus i en rondell, för att försöka lösa en trafikpropp. Foto: Rotsee.

Polismans tecken kallas de tecken som polisen använder sig av ute i trafiken, antingen stående i vägen, eller från en polisbil eller polishäst. Polismans tecken går före trafikljus och alla trafikmärken.

## Olika polistecken
De polistecken som används i Sverige är följande:
När polisman står på eller vid väg
- Stopp för dem som kommer framifrån eller bakifrån. Då är vägen fri för dem som kommer från sidan.
  - Polisman står med höger arm vinkelrätt från kroppen.
- Kör fram.
  - Polisman står med vänster arm vinkelrätt från kroppen och gör samtidigt en vinkande rörelse med den högra armen.
- Minska hastigheten.
  - Höger arm förs utsträckt upp och ner med öppen handflata nedåt.
- Stopp.
  - Vänster arm hålls i vinkel från kroppen med handflatan mot trafikanten.
  - Kan även signaleras i mörker med en röd lampa. Denna hålls då i höjd med höften och förs i en lätt pendlande rörelse.

När polisman sitter i polisfordon
- Minska hastigheten.
  - Polisman i fordonet håller ut handen och för den i en rörelse upp och ner med öppen handflata nedåt. Tecknet kan ges både från polisfordon både framifrån och bakifrån.
- Följ efter och stanna bakom polisfordonet när detta stannar.
  - Polismannen håller ut en spade med texten STOP och/eller POLIS.
- Kör in till vägkanten och stanna framför polisfordonet.
  - Signaler ges med en röd och blå lampa i fronten på polisfordonet (på nyare fordon sitter detta innanför framrutan).

Vid kontroll av fordon
- Information ges genom tillfällig skyltning. Svart botten med vit text och symbol, ofta elektronisk. Vanligtvis förekommer först en informarande skylt om att det om x hundra meter förekommer kontroll. Strax innan kontrollplatsen en uppmaning för fordon att svänga av vägen för kontroll. Symbol för visst fordonsslag kan förekomma och kontrollen gäller då endast fordon av detta slag. Skyltarna liknar de skyltar för avfart från motorväg/motortrafikled som annars förekommer.